# Pfälzer Kolonie (Magdeburg)
Die Pfälzer Kolonie war ein gesondertes Gemeinwesen innerhalb der Stadt Magdeburg.
Die Kolonie bestand von 1689 bis 1808 als eine von drei, räumlich nicht abgegrenzten, Bürgergemeinden in der Stadt. Bei ihren Mitgliedern handelte es sich um nach Magdeburg geflohene Glaubensflüchtlinge, die unter kurfürstlichem Schutz standen. Die Pfälzer Kolonie verfügte über ein eigenes Rathaus, Bürgermeister, Gerichte und auch über eine eigene Bürgergarde.

## Geschichte

### Einwanderung
1688 überfiel Frankreich unter König Ludwig XIV. die Pfalz. Viele Einwohner der Pfalz, die dem reformierten Glauben angehörten, mussten ihre Heimat verlassen, unter ihnen auch Hugenotten, die zuvor bereits aus Frankreich geflohen waren. Ende 1688 besetzten französische Truppen die Stadt Mannheim, die über eine starke reformierte Gemeinde verfügte. Anfang März 1689 begannen die französischen Besatzer, neben den Befestigungsbauwerken auch Kirchen und Häuser abzureißen und zu sprengen. Ein Aufnahmegesuch dieser reformierten Gemeinde wurde am 13. April 1689 von Kurfürst Friedrich III. positiv beschieden. Am 25. Mai räumte der Kurfürst in Osterwieck den „aus der Pfaltz Flüchtenden“ die gleichen Privilegien wie den Hugenotten im Edikt von Potsdam ein. Nach Besichtigung der Städte Prenzlau, Halle (Saale) und Magdeburg entschieden sich die Flüchtlinge für Magdeburg als neue Heimat. Bis auf Bürgermeister Theodor Timmermann, der von Heidelberg aus die Geschicke der Stadt lenkte, siedelte fast die komplette Mannheimer Stadtgemeinde, inklusive Predigern und Ratsherren, nach Magdeburg. Es war ein in dieser Größenordnung einmaliger Vorgang. Die ersten 400 Flüchtlinge trafen als geordneter Zug am 21. Juni 1689 in Magdeburg ein.
Diese Einwanderungswelle der Pfälzer war für die Magdeburger Bürger bereits die zweite große Einwanderung innerhalb von drei Jahren. Sie wurde jedoch deutlich freundlicher aufgenommen als die zuvor eingewanderten Franzosen, die in Magdeburg die Französische Kolonie gegründet hatten. Da die Mannheimer Reformierten, die zum Teil aus bereits früher nach Mannheim geflohenen Protestanten aus den Niederlanden und Frankreich bestanden, bereits über längere Zeit in Deutschland sozialisiert waren, erschienen sie der einheimischen Bevölkerung weniger fremd. Ein Drittel der Magdeburger Bevölkerung war damit in kürzester Zeit eingewandert und gehörte einer in der Region zuvor nicht verwurzelten Religionsgemeinschaft an.
Die Zuwanderung aus den wirtschaftlich weiterentwickelten Regionen wirkte sich für die Magdeburger Wirtschaft positiv aus. Die Pfälzer Kolonie zahlte sich, anders als die übrigen Kolonien in Brandenburg-Preußen, bereits nach zehn Jahren für die Staatskasse aus.
Innerhalb der Stadt bestanden nun drei Bürgergemeinden, mit eigenen Rathäusern, Bürgermeistern, Bürgergarden und Gerichten. Neben der altstädtischen Gemeinde gab es die hiervon unabhängige sogenannte Französische Kolonie und die Mannheimer Kolonie. Die damit einhergehenden schwierigen Kompetenzfragen und die aufgrund der Privilegien bestehenden Vergünstigungen für die Kolonisten führten zu häufigen Konflikten. Bis 1704 siedelten sich noch weitere Wallonen und Pfälzer an, so dass 1704 2022 Wallonen und 400 Pfälzer gezählt wurden. Die Kolonie wurde nun als Pfälzische oder auch Wallonische Kolonie bezeichnet. Im Gegensatz zu Ansiedlungen in anderen Städten bestand in Magdeburg kein geschlossenes Siedlungsgebiet der einzelnen Gemeinden. Die Pfälzer Kolonisten siedelten zwar verstärkt im nördlichen Teil der Stadt und in der nördlich vorgelagerten Neustadt, im Übrigen waren die Wohnungen jedoch über die ganze Stadt verteilt.

### Religionsausübung
Als Kirche wurde der Pfälzer Kolonie die später als Wallonerkirche bezeichnete Kirche des ehemaligen Augustinerklosters zur Verfügung gestellt. Bis zu Herrichtung des Gebäudes wurde übergangsweise (ab 30. Juni 1689), da die lutherischen Gemeinden eine Unterstützung verweigerten, der Saal des Innungshauses der Gewandschneider-Kaufleute am Alten Markt genutzt. Ab August 1690 fanden die Gottesdienste in der Marienkirche des Klosters Unser Lieben Frauen statt, bis am 2. Dezember 1694 die Wallonerkirche eingeweiht wurde. Bis 1790 fanden Gottesdienste in der Wallonerkirche ausschließlich in französischer Sprache statt. Für die deutschstämmigen Pfälzer wurde eine Deutsch-Reformierte Gemeinde gegründet.

### Organisation der Kolonie
Die Organisation der Kolonie hielt sich an das bereits in Mannheim praktizierte System. Da die Pfälzer Kolonie von Anfang an ein gefestigtes Gemeinwesen, eben nur an neuem Ort, war, unterschied sie sich auch insofern deutlich von der französischen Kolonie, die aus Flüchtlingen verschiedener Herkunft bestand. Korrespondenzsprache der Kolonie war Französisch. In der Pfälzer Kolonie bestand ein Magistrat, der sich aus einem Syndikus und sechs Ratsmännern (drei Franzosen und drei Deutsche) zusammensetzte. Von den Ratsmännern fungierten jeweils zwei abwechselnd als Bürgermeister. In der Reihe der Kolonie-Bürgermeister finden sich im Verlauf der 119 Jahre zwischen 1689 und 1808 – z. T. wiederholt – die Familiennamen Coqui, Dohlhoff, Sandrart, Schwartz und Timmermann.
Die Organe der Kolonie wurden von ihr selbstgewählt. Der Bürgermeister musste jedoch vom Kurfürsten und ab 1701 vom König bestätigt werden. Dieser ernannte auch Lehrer und Prediger. In Verwaltungsangelegenheiten unterstand man jedoch der in Berlin ansässigen Koloniekommission. Auch in Berlin befand sich das für gerichtliche Angelegenheiten vorgesetzte Obertribunal.
Die Kolonie betrieb eine eigene Ratswaage im Haus Zum goldenen Helm am Breiten Weg und auch eine Elbfähre in Höhe der Neustadt. Die Pfälzer-Apotheke befand sich im Haus Zur Königsburg am Alten Markt. Das Pfälzer Rathaus bestand zunächst am Breiten Weg, später, mit Ratskeller und Gefängniszelle, in der Georgenstraße.

### Bürgermeister und Ratsherren der Pfälzer Kolonie von Magdeburg
- 1689–1709: Robert I. Boquet aus Mannheim
- 1689–1700: Jakob I. Granda aus Frankenthal
- 1691–1699: Josias Maret aus Mannheim
- 1691–1718: David de la Vigne aus Metz
- 1692–____: Abraham Rummel aus Frankenthal
- 1692–1709: Peter Bamberger aus Mannheim
- 1695–1732: Jobst Heinrich Bauer aus Heidelberg
- 1695–1700: Theodor Timmermann aus Mannheim
- 1699–1702: Johann Philipp Kast aus Straßburg
- 1699–1719: Jean Martin aus Metz
- 1700–1722: Peter Sandrart aus Straßburg
- 1701–1722: Charles Grammont aus Frankenthal
- 1702–1722: Friedrich Cattoir aus Heidelberg
- 1709–1734: David Zellikofer v. A. aus St. Gallen
- 1709–1730: Heinrich Rummel aus Frankenthal
- ____–1723: Philipp le Brun aus Mannheim
- 1719–1759: Philipp Riquet aus Frankenthal
- 1723–1742: Philipp Schwartz aus Zweibrücken
- 1723–1735: Johann David Raulin aus Mannheim
- 1723–1742: Jakob II. Grandam aus Frankenthal
- 1732–1747: Franz Christoph Bauer aus Heidelberg
- 1735–1774: Abraham Heinecke aus Bremen
- 1735–1742: Robert II. Boquet aus Mannheim
- 1742–1787: Dr. Johann Daniel Kessler
- 1748–1763: Johann Georg Sandrart aus Magdeburg
- 1748–1763: Ph. Christian Schwartz aus Magdeburg
- 1759–1786: Johann Friedrich Reclam aus Magdeburg
- 1763–1796: Dr. Joh. Christian Pauli
- 1763–1777: Abel Jaime aus Hanau
- 1774–1794: Georg Philipp Dohlhoff aus Magdeburg
- 1777–1806: Heinrich Sulzer aus Winterthur
- 1783–1783: Johann Isaak Schwartz aus Magdeburg
- 1784–1788: Georg Philipp Sandrart aus Magdeburg
- 1786–1788: Johann Philipp Riquet aus Magdeburg
- 1787–1789: Jean Panhuis aus Magdeburg
- 1788–1807: Ernst Jakob Schwartz aus Magdeburg
- 1788–1808: Johann Kaspar Coqui aus Magdeburg
- 1789–1801: Abraham Bailleu aus Magdeburg
- 1794–1806: Karl Heinrich Kayser aus Zerbst
- 1796–1808: Joh. H. I. Costenoble aus Magdeburg
- 1801–1808: Abel Prévôt aus Magdeburg
- 1806–1808: Johann Karl Bonte aus Magdeburg

### Abschaffung des Sonderstatus
Im Laufe der Zeit verloren die Kolonien jedoch an Bedeutung, sei es durch Einheiratung in einheimische Familien, Aussterben von bedeutenden Familien der Zuwanderer oder Abwanderung in andere Regionen. Letzter Bürgermeister der Pfälzer Kolonie war Johann Kaspar Coqui, der dieses Amt seit 1788 innehatte. Im Jahr 1808 wurde der Sonderstatus der Kolonien durch Jérôme Bonaparte abgeschafft.

## Archivische Überlieferung
- Historische Überlieferung zur Pfälzer Kolonie beim Stadtgericht Magdeburg im Landesarchiv Sachsen-Anhalt, Abteilung Magdeburg.
- Historische Überlieferung zur Pfälzer Kolonie bei der Brandenburg-preußischen Landesregierung im Herzogtum Magdeburg im Landesarchiv Sachsen-Anhalt, Abteilung Magdeburg.